# Юдіта Вайчюнайте
Юдіта Вайчюнайте (лит. Judita Vaičiūnaitė; 12 липня 1937, Каунас — 11 лютого 2001, Вільнюс) — литовська поетеса і перекладачка другої половини XX століття; авторка поетичних п'єс і п'єс-казок для дітей; дочка психіатра і невропатолога Віктораса Вайчюнаса, племінниця поета Пятраса Вайчюнаса.

## Біографія
Народилася в сім'ї лікаря психіатра і невропатолога. У 1959 році закінчила історико-філологічний факультет Вільнюського державного університету, де вивчала литовську мову і літературу; одночасно вчилася в музичній школі. Однокурсники Аушра Слуцкайте і Томас Венцлова вплинули на формування творчої манери поетеси.
Працювала в редакціях щотижневої газети Спілки письменників Литви «Література ір мянас» („Literatūra ir menas“ «Література і мистецтво»; 1962—1966), тижневиків «Калба Вільнюс» („Kalba Vilnius“ «Говорить Вільнюс») і «Науясіс деновідіс» („Naujasis dienovidis“)

## Творчість
Вірші почала публікувати з 1956 року. Першу книгу не пропустила цензура, друга книга „Pavasario akvarelės“ («Весняні акварелі») вийшла в 1960 році. П'єса для дітей „Skersgatvio pasaka“ була поставлена вільнюським Молодіжним театром (1972), п'єса „Apsiaustas“ — Каунаським драматичним театром (1972); п'єси ставилися пізніше в різних театрах Литви. Написала книгу дитячих спогадів „Vaikystės veidrody“ («В дзеркалі дитинства», 1996)
Перекладала на литовську мову вірші Анни Ахматової, опубліковані в збірнику поезії Ахматової литовською мовою „Poezija“ (1964) і в періодиці, вірші Ольги Берггольц (збірник лірики „Blokados kregždė“ 1979), вірші Семена Кірсанова, Георгія Леонідзе, Франтішека Грубіна, Десанкі Максимович, а також повість «Віолончель Санта Тереза» Софії Могилевської (1973), оповідання та повісті Владислава Крапівіна („Pažvelk į tą žvaigždę“ 1976). Юдіті Вайчюнайте належать також віршовані тексти в литовському перекладі «Аліси в Задзеркаллі» Льюїса Керролла („Alisa veidrodžių karalystėje“ 1965; перекладачка Юлія Лапеніте).
Вірші Вайчюнайте друкувалися в перекладах на англійську, латиську, норвезьку, російську мови.

## Нагороди та звання
- Лауреат «Весни поезії» (1 978)
- Державна премія Литви (1986) за книгу віршів „Nemigos aitvaras“ (1985)
- Премія Балтійської асамблеї (1996) за збірку поезії „Žemynos vainikai“
- Офіцерський хрест Ордена Великого князя Литовського Гедиміна (1997)
- Премія Союзу письменника Литви (2000)

## Пам'ять
Іменем Юдіти Вайчюнайте названа вулиця Juditos Vaičiūnaitės gatvė у Вільнюсі (в районі Аукштеї-Панеряй). До десятої річниці смерті поетеси 4 серпня 2011 року у Вільнюсі в сквері Станіслава Монюшка поруч з костелом Святої Катерини відкрито меморіальну скульптурну композицію. Вона зображує мереживну драну парасольку, на якій прилаштувався соловей, і пластину зі строфою вірша Вайчюнене, яку називають «поеткою міста», «найбільш вільнюською поеткою» (скульптор Генрікас Оракаускас).

## Книги
- Pavasario akvarelės: eilėraščiai. Vilnius: Valstybinė grožinės literatūros leidykla, 1960.
- Kaip žalias vynas: eilėraščiai. Vilnius: Valstybinė grožinės literatūros leidykla, 1962.
- Per saulėtą gaublį: eilėraščiai. Vilnius: Vaga, 1964.
- Vėtrungės: eilėraščiai. Vilnius: Vaga, 1966.
- Po šiaurės herbais: eilėraščiai. Vilnius: Vaga, 1968.
- Spalvoti piešiniai: eilėraštukai. Vilnius: Vaga, 1971.
- Pakartojimai: eilėraščiai. Vilnius: Vaga, 1971.
- Klajoklė saulė: eilėraščiai. Vilnius: Vaga, 1974.
- Balkonas penktame aukšte: eilėraščiai jaunesniam mokykliniam amžiui. Vilnius: Vaga, 1975.
- Neužmirštuolių mėnesį: eilėraščiai. Vilnius: Vaga, 1977.
- Mėnulio gėlė: vienaveiksmės pjesės — pasakos jaunesniam mokykliniam amžiui. Vilnius: Vaga, 1979.
- Šaligatvio pienės: eilėraščiai. Vilnius: Vaga, 1980.
- Pavasario fleita: pjesės. Vilnius: Vaga, 1980.
- Karuselės elnias: eilėraščiai. Vilnius: Vaga, 1981.
- Smuikas: eilėraščiai. Vilnius: Vaga, 1984.
- Nemigos aitvaras: eilėraščiai. Vilnius: Vaga, 1985.
- Žiemos lietus: eilėraščiai. Vilnius: Vaga, 1987.
- Šešėlių laikrodis: eilėraščiai. Vilnius: Vaga, 1990.
- Gatvės laivas: eilėraščiai. Vilnius: Vyturys, 1991.
- Pilkas šiaurės namas: eilėraščiai. Vilnius: Viltis, 1994.
- Žemynos vainikai: eilėraščiai. Vilnius: Lietuvos rašytojų sąjungos leidykla, 1995.
- Vaikystės veidrody: eilėraščiai. Vilnius: Baltos lankos, 1996.
- Kai skleidžiasi papirusas: orientalistiniai eilėraščiai. Kaunas: Orientas, 1997.
- Sus. Vilnius: Vaga, 1998.
- Skersgatvių šešėliais aš ateisiu: eilėraščiai. Vilnius: Žuvėdra, 2000.
- Debesų arka: 1998—2000 metų eilėraščiai. Vilnius, Lietuvos rašytojų sąjungos leidykla, 2000.
- Raštai. Vilnius: Gimtasis žodis, 2005.
- Aitvaras: eilėraščių rinktinė. Vilnius: Alma littera, 2005.
- {{{Заголовок}}}. — ISBN 978-9955-69-998-9.
- {{{Заголовок}}}. — ISBN 978-9986-39-623-9.
- Місячна квітка: П'єси-казки на одну дію. Для мол. шкільн. віку. 93 с. Вільнюс: Вага, 1979
- Кульбабки на тротуарі: Вірші. Вільнюс: Вага, 1980. 126 с.
- Змій безсоння: Вірші. Худож. Р. Гібавічюс. Вільнюс: Вага, 1985. 415 с.
- Зимовий дощ: Вірші. Худож. Р. Гібавічюс. Вільнюс: Вага, 1987. 148 с.
- В місяць незабудок: Вірші. Пер. з литов. Л. Сушкової; худож. Р. Гібавічюс. Москва: Радянський письменник, 1987. 159 с.
- Dikt fra Sųvnlųshetens Drake og andre samlinger. Oslo, 1994
- Fire Put Out by Fire: Selected poems of Judita Vaiciunaite in Lithuanian and English. Lewiston, 1996.